# 大理经济技术开发区
大理经济技术开发区，简称大理经开区，是云南省大理白族自治州大理市的一个国家级经济技术开发区。辖区涵盖大理市满江街道、凤仪镇，总面积333.9平方公里，户籍人口11.7万人。总规划面积85.16平方公里，规划有满江现代服务产业园、上登现代装备制造产业园、凤仪生物制药和高原特色农副产品深加工产业园三个园区。
开发区设立中共大理经济技术开发区工作委员会（州委派出）和大理经济技术开发区管理委员会（州人民政府派出），实行“一个机构两块牌子”的运作方式。

## 历史
大理经济开发区于1992年8月29日批准设立，同年11月26日被云南省人民政府批准为省级经济开发区，次年2月18日开工建设。2000年11月加挂“大理高新技术产业开发区”牌子。
大理创新工业园区始建于2003年9月，位于凤仪镇境内。
2012年4月，大理经济开发区与大理创新工业园区整合为新的大理创新工业园区，同时加挂“大理省级经济开发区”和“大理省级高新技术产业开发区”两块牌子。
2014年2月18日，经国务院批准，升级为国家级经济技术开发区，定名大理经济技术开发区。